# 포천향교
포천향교(抱川鄕校)는 대한민국 경기도 포천시 군내면 구읍리에 있는 조선시대의 향교이다. 1983년 9월 19일 경기도의 문화재자료 제16호로 지정되었다.

## 개요
향교는 공자와 여러 성현께 제사를 지내고 지방민의 교육과 교화를 위해 나라에서 세운 교육기관이다.
포천향교는 고려 명종 3년(1173)에 처음 지었으며, 현재의 모습은 한국전쟁 때 파괴된 것을 1962년에 고쳐 세운 것이다.
전체적인 건물의 배치는 앞쪽에 교육 공간인 명륜당과 학생들의 기숙사인 동재와 서재가 있고, 뒤쪽에 제사 공간인 대성전이 있어 전학후묘의 전형적인 배치 형식을 따르고 있다. 대성전은 공자를 비롯하여 중국과 대한민국 유학자의 위패를 모시고 제사지내는 곳이다.
조선시대에는 나라에서 토지와 노비·책 등을 지원받아 학생을 가르쳤으나, 지금은 교육 기능은 없어지고 제사 기능만 남아 있다.

## 참고 자료
- 포천향교 - 국가유산청 국가유산포털